# Mrlučica
Mrlučica je majhen nenaseljen otoček v Jadranskem morju in je del otočja Vrsar. Pripada Hrvaški.
V državnem programu za zaščito in uporabo majhnih, občasno naseljenih in nenaseljenih otokov ter okoliškega morja Ministrstva za regionalni razvoj in sklade Evropske unije je uvrščen v kategorijo otokov z manjšo nadmorsko višino (skale različnih oblik in velikosti). Površina otoka je 8.150 m2. Pripada občini Vrsar.